# Ulica Wolności w Katowicach
Ulica Wolności w Katowicach (przed I wojną światową Schultestrasse, w czasach Polski Ludowej ulica Stanisława Popławskiego) – ulica w Katowicach, położona w całości na terenie dzielnicy Murcki. Ulica rozpoczyna swój bieg od skrzyżowania z ulicą Krzysztofa Kamila Baczyńskiego i Roberta Mruczka w rejonie placu Jana Kasprowicza (nazywanego murckowskim rynkiem) i następnie biegnie około 250 metrów w linii prostej do skrzyżowania z ulicą Pawła Kołodzieja.

## Charakterystyka
Przy ulicy Wolności znajdują się zabytkowe budynki z początku XX wieku, wzniesione około1906 roku na potrzeby pracowników obecnej kopalni Murcki. Są niskie i charakteryzują się spadzistymi dachami. Przy ulicy istnieją sklepy i siedziby przedsiębiorstw handlowo-usługowych.
27 sierpnia 2021 roku do rejestru zabytków nieruchomych województwa śląskiego pod numerem A/868/2021 został wpisany zespół zabudowy osiedla Murcki w Katowicach w rejonie ulic: Bielskiej, Wolności, Roberta Mruczka, Józefa Laskowskiego, Alojzego Wojtalewicza, Pawła Kołodzieja, Krzysztofa Kamila Baczyńskiego, Jana Samsonowicza i placu Jana Kasprowicza, który tworzą powiązane przestrzennie budynki mieszkalne i mieszkalno-użytkowe. 
Przy ulicy zlokalizowane są następujące historyczne obiekty:
- willa mieszkalna (ul. Wolności 1), wybudowana pomiędzy 1925 a 1935 rokiem w stylu późnego modernizmu;
- willa mieszkalna – dawny dom urzędniczy (ul. Wolności 3), wzniesiona w latach 1905–1907 w stylu modernizmu;
- wille mieszkalne – dawne domy mieszkalne (ul. Wolności 2, 4, 5, 6, 7, 8 i 10), pochodzące z lat 1905–1907, wybudowane w stylu modernizmu.

W 2006 roku przebudowano kanalizację ogólnospławną w rejonie ulicy Wolności. Ulica ma długość 248,5 m oraz powierzchnię 1615 m².
Ulicą kursują autobusy miejskiego transportu zbiorowego na zlecenie Zarządu Transportu Metropolitalnego (ZTM).

## Galeria

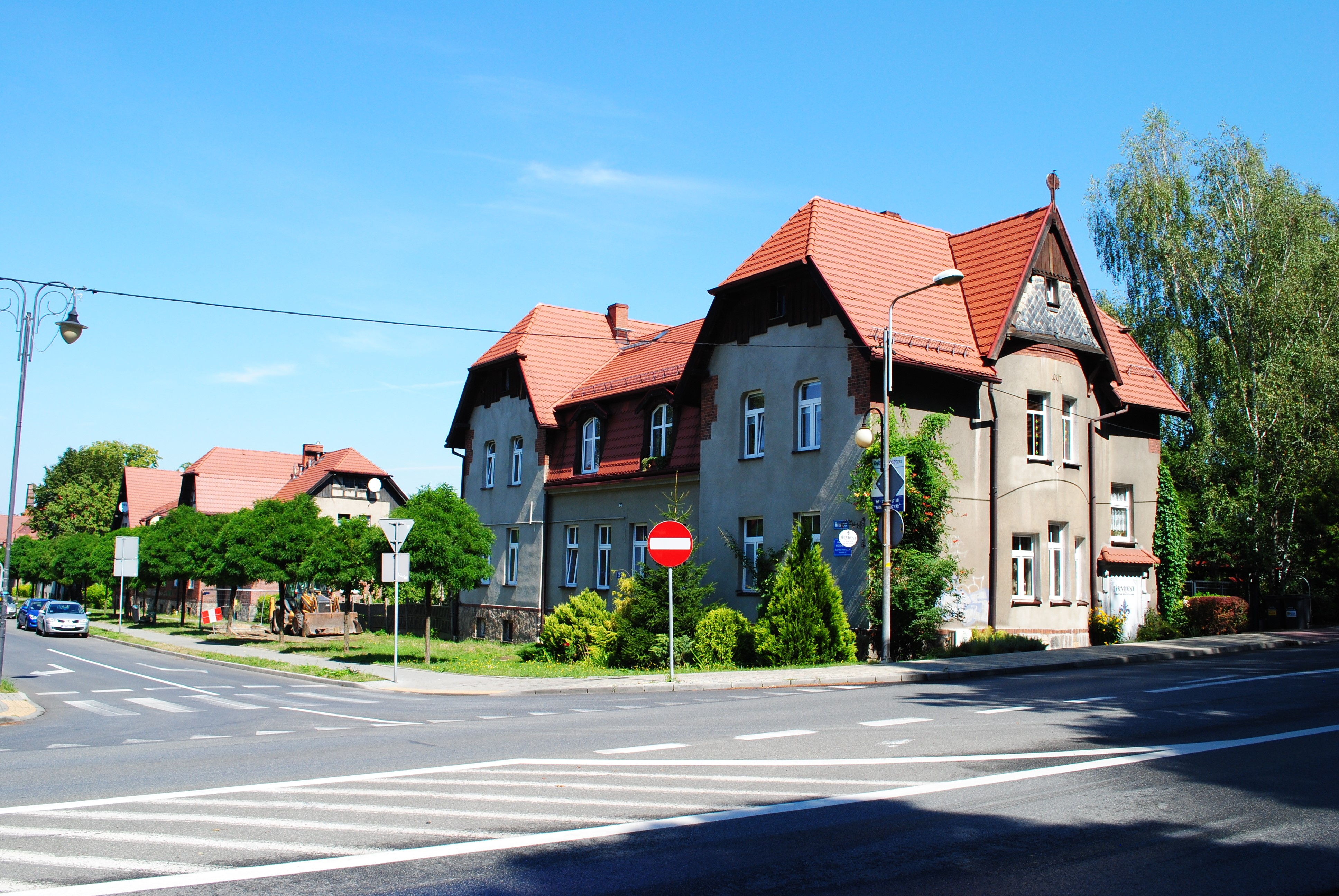
Budynek przy ul. Wolności 2 i 4
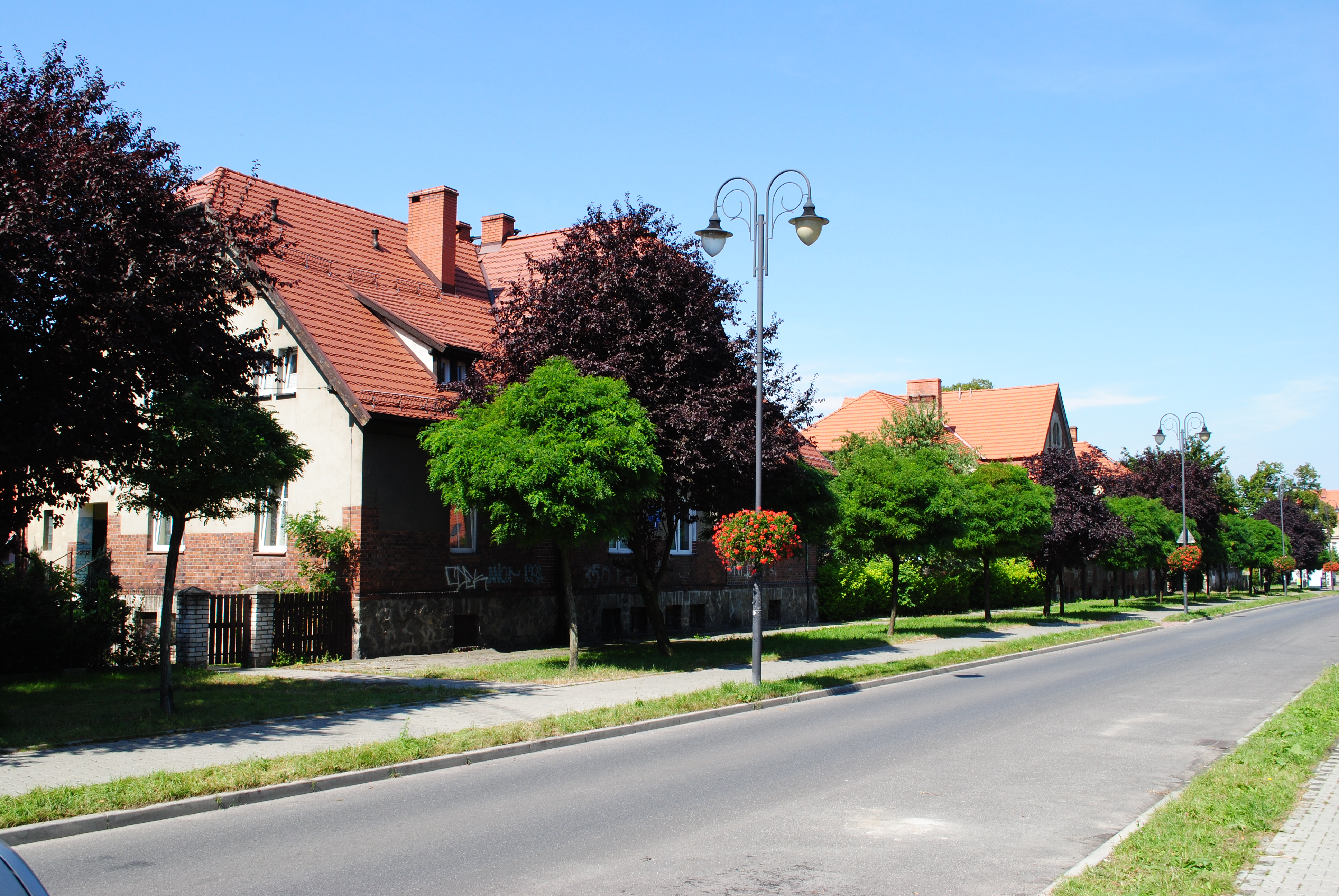
Budynek przy ul. Wolności 3 i 5
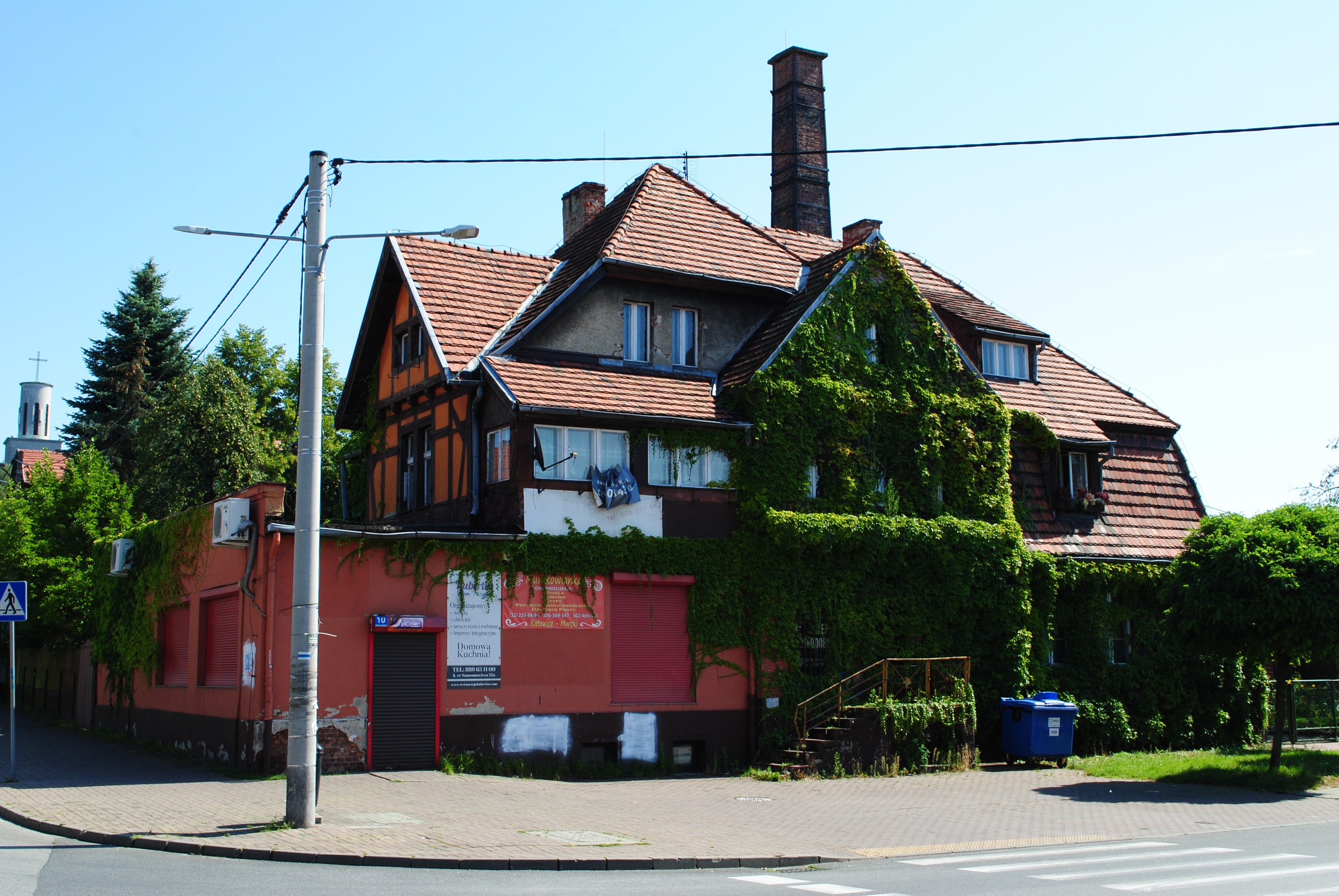
Budynek przy ul. Wolności 10